# Словенські Кониці (община)
Община Словенські Кониці (словен. Občina Slovenske Konjice) — одна з общин в центральній Словенії. Адміністративним центром є місто Словенські Кониці. Центр общини був названий "містом квітів і вина"; удостоєний численних нагород як найкрасивіший екскурсійний центр.

## Населення
У 2011 році в общині проживало 14468 осіб, 7268 чоловіків і 7200 жінок. Чисельність економічно активного населення (за місцем проживання), 6034 осіб. Середня щомісячна чиста заробітна плата одного працівника (EUR), 838,04 (в середньому по Словенії 987.39). Приблизно кожен другий житель у громаді має автомобіль (51 автомобілі на 100 жителів). Середній вік жителів склав 40 роки (в середньому по Словенії 41.8). 